# ロナルド・エヴァンス
ロナルド・エヴァンス（Ronald Ellwin Evans, Jr、1933年11月10日 - 1990年4月7日）は、アメリカ航空宇宙局の宇宙飛行士である。アポロ計画で月を訪れた24人の1人である。

## 人生
エヴァンスは1933年11月10日にカンザス州セントフランシスで生まれた。ボーイスカウトで活動し、上から2番目のランクのライフスカウトまで昇進した。カンザス州トピカのハイランドパーク高校を卒業し、1956年にカンザス大学で電子工学の学位を取得した。1964年には海軍大学院で航空工学の修士号を取得した。
1957年6月、彼はカンザス大学の予備役将校訓練課程を終えた後、飛行訓練を完了した。宇宙飛行士プログラムに選ばれたことを知らされた時、エヴァンスはベトナム戦争のため空母タイコンデロガの上にいた。戦闘時間は合計で5100時間に及び、そのうち4600時間は航空機に乗っていた。

## NASAでのキャリア
エヴァンスは、1966年に選ばれた19人の宇宙飛行士の1人になった。アポロ7号とアポロ11号のミッションでは支援要員となり、アポロ14号ではコマンドモジュールパイロットのバックアップを務めた。
エヴァンスの最初で唯一の宇宙飛行は、アメリカ合衆国にとって最後の有人月探査となったアポロ17号のコマンドモジュールパイロットであった。ユージン・サーナン、ハリソン・シュミットと一緒だった。サーナンとシュミットが月面を歩く間、エヴァンスはコマンドモジュール「アメリカ」に乗って軌道上に留まって、地質の観測や写真撮影を行っていた。

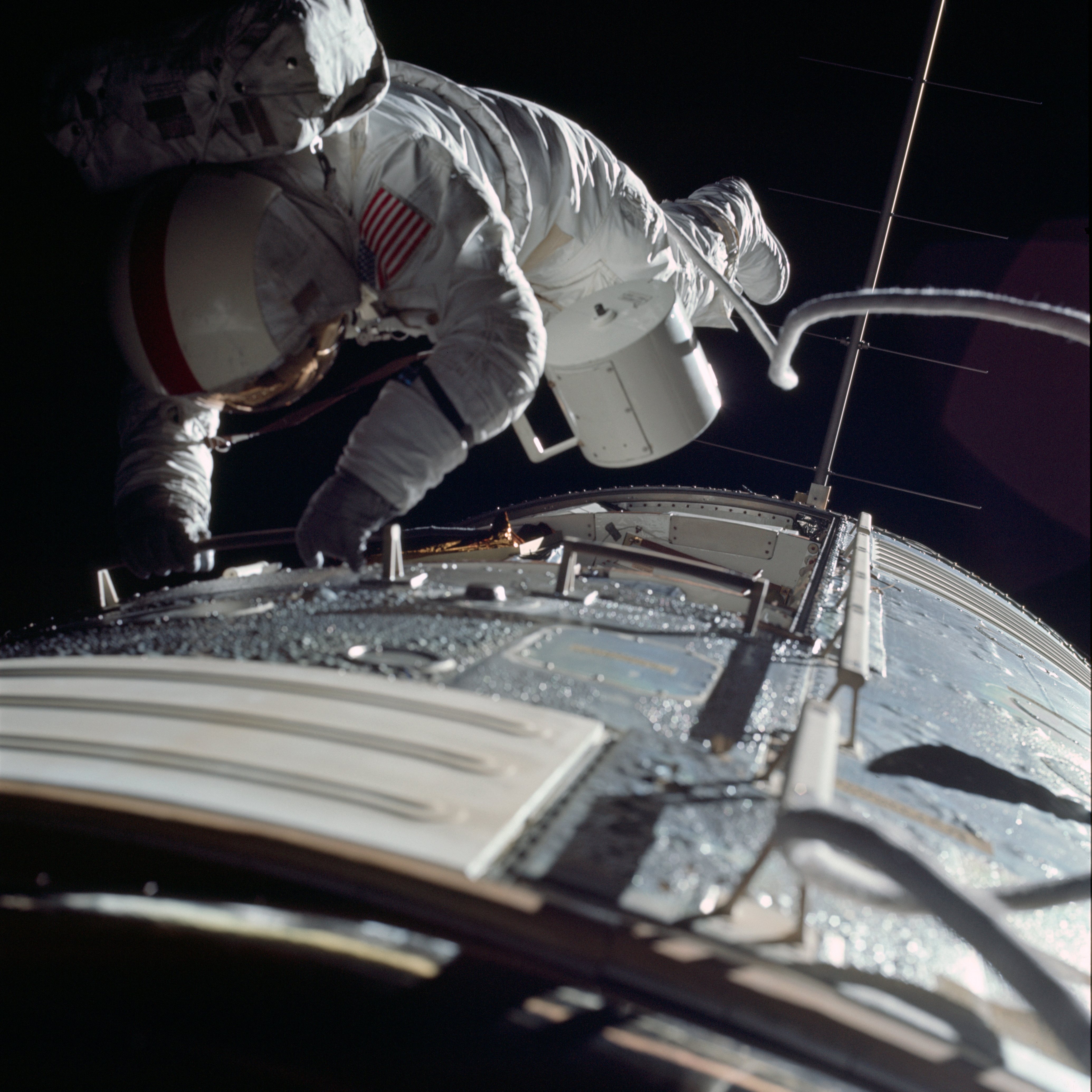
アポロ17号で宇宙遊泳を行なうエヴァンス

地球への帰還途中、エヴァンスは1時間6分の宇宙遊泳を行なって3台のカメラカセットを回収した。彼は301時間51分を宇宙で過ごし、そのうち1時間6分が船外活動であった。彼は月軌道上の滞在時間の最長記録を保持している。
エヴァンスは後にアポロ・ソユーズテスト計画でコマンドモジュールパイロットのバックアップを務めた。
エヴァンスは1976年4月30日に21年間勤めたアメリカ海軍を退職し、NASAのスペースシャトル計画に携わった。宇宙飛行士室では、操作・訓練グループに所属し、スペースシャトルの打上げや下降の段階に責任を持った。

## NASA以降のキャリア
エヴァンスは1977年3月にNASAを退職し、石炭産業の重役になった。
彼は1973年にNASA Distinguished Service Medal、1970年にJohnson Space Center Superior Achievement Award、1973年にNavy Distinguished Service Medal等を受章した。また1973年にthe University of Kansas Distinguished Service Citation、1972年にKansan of the Yearに選ばれた。
エヴァンスは妻のジャンと2人の子供を残して、1990年4月7日にアリゾナ州スコッツデールで心臓発作のため死去した。
宇宙船内で来ていた船内服は日本にあり、2009年8月11日放送の『開運!なんでも鑑定団』で1億3,000万円と鑑定された。これは単品に限れば歴代5位の超高額鑑定である。財団法人日本宇宙フォーラムが管理している。